# 渍鲑鱼
渍鲑鱼（英語：Lox）是以盐水腌泡的鲑鱼肉。传统上配奶油芝士夹於百吉圈之中，也可以以番茄、红洋葱片和续随子调味。 

## 词源
美国英语中的lox 一词源于意第绪语中的לאַקס laks（即德语Lachs）的同音转写，词源为日耳曼语中的*laks- ，是鲑鱼的意思。在日耳曼语族中许多语言都有其同源词，比如在苏格兰和斯堪的纳维亚国家，腌制三文鱼被称为Gravlax或者gravad laks，即“坟墓”（grav/gravad，腌制用的坑）+鲑鱼（lax/laks）。

## 类似的食品

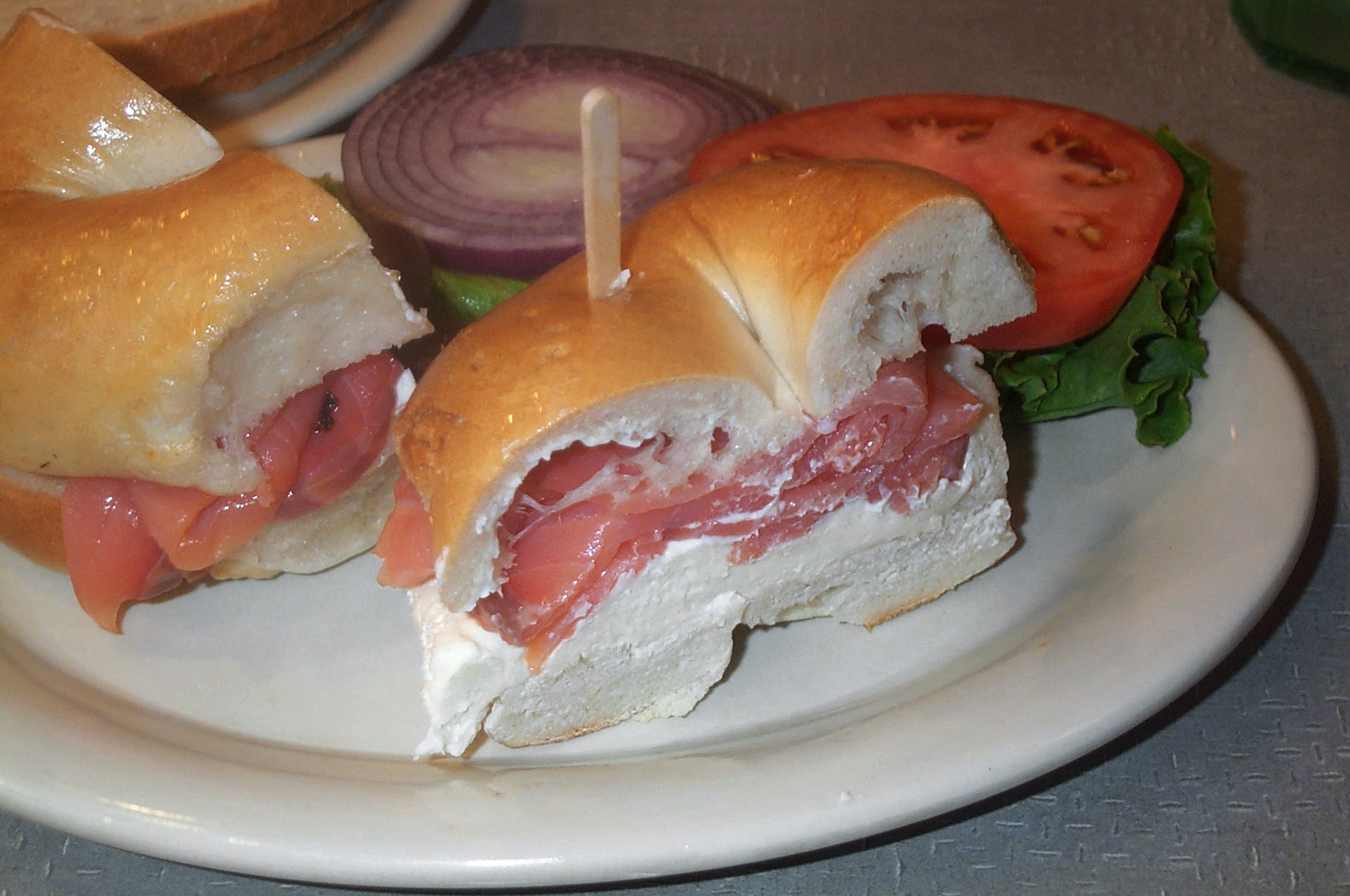
渍鲑鱼奶油芝士三明治

- Nova/Nova Scotia salmon或者Nova lox： 使用更淡的盐水渍，并多一道熏制工序。名字源于旧时纽约市面鲑鱼的主产区，加拿大的新斯科舍。Nova仅仅代表使用更淡的盐水，鲑鱼本身不一定要产自新斯科舍。
- Scotch/Scottish-style salmon：盐，糖，香辛料和其他调料直接抹在鱼肉上。腌制完成后调料会被冲洗掉，再进行熏制。
- Nordic：盐腌，然后熏制。
- Gravad lax/gravlax：使用莳萝，糖，盐和杜松子腌制。配以甜口芥末莳萝酱。

除了鲑鱼以外，輻鰭魚，鳕鱼，鲟鱼，白肉鱼类以及鲱鱼也常被用作类似的料理。